# ۳۲۲ (میلادی)
۳۲۲ (میلادی) سیصد و بیست و دومین سال تقویم میلادی است.

## درگذشتگان
‎